# Melonogłów wielozębny
Melonogłów wielozębny, delfin grubogłowy (Peponocephala electra) – gatunek ssaka z rodziny delfinowatych (Delphinidae).

## Systematyka
Takson po raz pierwszy opisany przez J. E. Graya w 1846 roku pod nazwą Lagenorhynchus electra. Autor nie określił miejsca typowego.  Jedyny przedstawiciel rodzaju melonogłów (Peponocephala) utworzonego przez M. Nishiwakiego i K. S. Norrisa w 1966 roku.

## Charakterystyka
Występuje we wszystkich wodach tropikalnych, lecz jest rzadko spotykany przez ludzi, gdyż przebywa na otwartych wodach oceanicznych, daleko od brzegów. Ubarwienie koloru jasnoszarego z wyjątkiem głowy, która jest nieznacznie ciemniejsza. W chwili narodzin mierzy ok. 1 m i waży 10-15 kg. Dorasta do 3 m długości i 200 kg wagi. Żywi się przede wszystkim kałamarnicami. Samce żyją około 20, a samice 30 lat.